# کامران فیوضات
کامران فیوضات (زادهٔ ۱۳۳۰ در تهران) با نام اصلی «کامران‌علی فیوضات» بازیگر ایرانی سینما و تلویزیون است.

## زندگی
کامران فیوضات زاده ۱۳۳۰ در تهران است. وی بازی در تئاتر را از سال ۱۳۴۹ تجربه کرد و در سال ۱۳۵۵ بازی در تلویزیون را آغاز نمود.
فعالیت‌های سینمایی او از سال ۱۳۶۰ با فیلم «رسول پسر ابوالقاسم» به کارگردانی «داریوش فرهنگ» آغاز شد.

## فیلم‌شناسی

### سینما
| سال  | نام فیلم           | کارگردان          |
| ---- | ------------------ | ----------------- |
| ۱۳۹۱ | شاباش              | حامد کلاهداری     |
| ۱۳۹۰ | بازگشت به آینده    | علی عبدالعلی‌زاده  |
| ۱۳۸۹ | دو برادر           | محسن منشی‌زاده     |
| ۱۳۸۸ | نیش زنبور          | حمیدرضا صلاحمند   |
| ۱۳۸۷ | چارچنگولی          | سعید سهیلی        |
| ۱۳۸۷ | میزاک              | حسینعلی لیالستانی |
| ۱۳۸۶ | مجنون لیلی         | قاسم جعفری        |
| ۱۳۸۴ | مسیح               | نادر طالب‌زاده     |
| ۱۳۸۱ | توکیو بدون توقف    | سعید عالم‌زاده     |
| ۱۳۸۰ | مه‌بانو             | مجید بهشتی        |
| ۱۳۷۹ | سگ‌کشی              | بهرام بیضایی      |
| ۱۳۷۵ | فصل پنجم           | رفیع پیتز         |
| ۱۳۷۴ | عاشق فقیر          | حسینعلی لیالستانی |
| ۱۳۷۴ | مرد نامرئی         | فریال بهزاد       |
| ۱۳۷۳ | روز واقعه          | شهرام اسدی        |
| ۱۳۷۲ | پاییز بلند         | منوچهر عسگری‌نسب   |
| ۱۳۶۸ | ای ایران           | ناصر تقوایی       |
| ۱۳۶۰ | رسول پسر ابوالقاسم | داریوش فرهنگ      |

### تلویزیون
| سال       | نام مجموعه                      | کارگردان                           | توضیحات |
| --------- | ------------------------------- | ---------------------------------- | --- |
| ۱۳۹۲      | تله‌فیلم «روزنامه دیواری»        | خسرو معصومی                        | شبکه ۲ |
| ۱۳۹۱      | خانه اجاره‌ای (سری دوم)          | شاهد احمدلو                        | |
| ۱۳۹۱      | تله‌فیلم «گاهی پیش می‌آید»        | اکبر شهبازی                        | |
| ۱۳۹۰      | تله‌فیلم «صندلی»                 | احمد معظمی                         | |
| ۱۳۹۰      | دست بالای دست                   | محسن یوسفی                         | |
| ۱۳۸۹      | تله‌فیلم «زنگار»                 | عباس احمدی مطلق                    | |
| ۱۳۸۹      | چاردیواری                       | سیروس مقدم                         | |
| ۱۳۸۹      | تله‌فیلم «رفیق فابریک»           | علیرضا نجف‌زاده                     | |
| ۱۳۸۹      | تله‌فیلم «بلور باران»            | شاهد احمدلو                        | شبکه ۳ |
| ۱۳۸۹      | خانه بی‌پرنده                    | کاظم معصومی                        | شبکه تهران |
| ۱۳۸۹      | بچه‌های بهشت                     | خسرو معصومی                        | |
| ۱۳۸۸      | دفتر مشق                        | کریم سربخش                         | شبکه قرآن |
| ۱۳۸۸      | تله‌فیلم «ما خونه نیستیم»        | شاهد احمدلو                        | |
| ۱۳۸۷–۱۳۸۸ | گلستان                          | سیدمحمد مختاری                     | شبکه قرآن |
| ۱۳۸۸      | تله‌فیلم «نقش و نقاش»            | مهدی جعفری                         | شبکه ۳ |
| ۱۳۸۸      | تله‌فیلم «گنج خانه سفید»         | شاهد احمدلو                        | |
| ۱۳۸۷      | چهارسوق خاطره                   | خسرو معصومی                        | |
| ۱۳۸۷      | تله‌فیلم «لبخند سبز»             | علیرضا اسحاقی                      | |
| ۱۳۸۷      | تله‌فیلم «این سکوت شاعرانه نیست» | احمد معظمی                         | |
| ۱۳۸۶–۱۳۸۷ | آینه‌های نشکن                    | جواد اردکانی                       | شبکه ۲ |
| ۱۳۸۵      | زیر زمین                        | علیرضا افخمی                       | در رمضان ۱۳۸۵ از شبکه ۳ پخش شد |
| ۱۳۸۴–۱۳۸۵ | بوی گل‌های وحشی                  | حسینعلی لیالستانی                  | شبکه ۲ |
| ۱۳۸۳–۱۳۸۴ | فرار بزرگ                       | محمدحسین لطیفی                     | |
| ۱۳۸۲      | رانت‌خوار کوچک                   | حسین سهیلی‌زاده                     | شبکه تهران |
| ۱۳۸۱–۱۳۸۲ | مسافری از هند                   | قاسم جعفری                         | شبکه ۳ |
| ۱۳۸۱      | شبکه                            | محمود عزیزی                        | شبکه ۲ |
| ۱۳۸۱      | پاورچین                         | مهران مدیری                        | |
| ۱۳۷۸–۱۳۸۱ | شب‌چراغ                          | امیر قویدل جمال شورجه مجید جوانمرد | شبکه ۲ |
| ۱۳۸۰–۱۳۸۱ | آواز مه                         | حسینعلی لیالستانی                  | شبکه ۱ |
| ۱۳۸۰      | دیوار شیشه‌ای                    | مهدی صباغ‌زاده                      | شبکه ۲ |
| ۱۳۸۰      | خانه آرزوها                     | حسین سهیلی‌زاده                     | شبکه ۲ |
| ۱۳۸۰–۱۳۷۹ | چراغ جادو                       | همایون اسعدیان                     | شبکه ۱ |
| ۱۳۷۹      | خندان                           | قاسم جعفری                         | مجموعهٔ ۱۳ قسمتی از تولیدات شبکهٔ جهانی جام‌جم                                                                                         |
| ۱۳۷۹      | همسفر (بازیگر مهمان)            | قاسم جعفری                         | شبکه ۳ |
| ۱۳۷۸      | کاشانه                          | قاسم جعفری                         | شبکه ۳ |
| ۱۳۷۸      | قصه‌های شهرک سینمایی             | بهزاد محمدی                        | شبکه ۳ |
| ۱۳۷۸      | یکی بود، یکی نبود               | جواد ارشاد                         | |
| ۱۳۷۸      | ایستگاه                         | منوچهر عسگری‌نسب                    | شبکه ۲ |
| ۱۳۷۷      | روزی عقابی                      | سیدمحمدرضا مفیدی                   | شبکه ۳ |
| ۱۳۷۷      | در قلب من                       | حمید لبخنده                        | شبکه ۳ |
| ۱۳۷۳–۱۳۷۵ | آژانس دوستی (بازیگر مهمان)      | گروه کارگردانان                    | شبکه ۱ |
| ۱۳۷۴      | در پناه تو                      | حمید لبخنده                        | شبکه ۲ |
| ۱۳۷۱–۱۳۷۲ | پائیز بلند                      | منوچهر عسگری‌نسب                    | شبکه ۱ این مجموعه، یک نسخه سینمایی هم دارد.                                                                                         |
| ۱۳۷۰      | امام علی                        | داود میرباقری                      | |
| ۱۳۶۵      | اُغُر بخیر                        | مجید بهشتی                         | شبکه ۱ |
| ۱۳۶۴      | آقای همه‌فن‌حریف                  | مجید بهشتی                         | شبکه ۱ |
| ۱۳۶۴      | ما می‌توانیم                     | مجتبی یاسینی                       | کارگردان تلویزیونی: «بیژن فیاد» / این مجموعه تلویزیونی در ۳۹ قسمت ۲۰ دقیقه‌ای، با ارائهٔ قطعات نمایشی به آموزش تئاتر کودکان می‌پرداخت. |

### شبکه خانگی
| سال  | نام                   | کارگردان      | توضیحات           |
| ---- | --------------------- | ------------- | ----------------- |
| ۱۳۹۲ | لعنتی خنده‌آور         | بیژن شیرمرز   | پخش در شبکه خانگی |
| ۱۳۹۱ | نیم کیلو باش، مرد باش | مسعود تکاور   | پخش در شبکه خانگی |
| ۱۳۸۹ | با من شوخی نکن        | محسن منشی‌زاده | پخش در شبکه خانگی |